# Mas del Bombo
El Mas del Bombo és una masia del Vendrell declarada bé cultural d'interès nacional i té una torre de defensa de planta circular.

## Descripció
És un edifici aïllat. A la façana principal s'accedeix mitjançant un baluard amb porta de llinda. La façana lateral de l'habitatge té tres plantes. Els baixos tenen dues finestres quadrades. La segona planta presenta una galeria amb arcs de mig punt. A sobre i cap a l'interior s'alcen les golfes que consten d'unes finestres el·líptiques. Destaca una torre cilíndrica que s'aprima cap a la part superior, aquesta presenta una sèrie de finestres. Es recolza damunt una volta de creueria, sostinguda per quatre arcs de mig punt. Tota l'estructura és sostinguda per potents contraforts.

## Història
La masia és coneguda també com el Mas del Xombo, i fou construïda adossada a l'antiga torre de defensa de planta circular.